# مارجريتا مازا
مارجريتا يوستاكيا مازا بارادا (29 مارس 1826 - 2 يناير 1871)، التي عُرفت لاحقًا باسم مارجريتا مازا دي خواريز، كانت زوجة بينيتو خواريز والسيدة الأولى للمكسيك من 1858 إلى 1864. شغلت هذا المنصب مرة أخرى من عام 1867 حتى وفاتها من السرطان في عام 1871، بعد عودة زوجها إلى السلطة بعد سقوط الإمبراطور ماكسيميليان.

## سيرة شخصية
ولدت مارجريتا يوستاكيا مازا بارادا في أواكساكا، عام 1826. تبناها الخبير الزراعي في جينوفيز أنطونيو مازا وزوجته المكسيكية بيترا بارادا سيغوينزا. لقد كانوا عائلة ناجحة وبارزة اجتماعياً في المدينة، وحصلت على تعليم راقٍ.
كما كان شائعًا في تلك السنوات، استأجرت عائلتها الشباب الزابوتيك للعمل في المنزل كخدم في المنازل. كانوا يميلون إلى القدوم من قرى ريفية صغيرة. قبل سنوات من ولادة مارجريتا، عملت جوزيفا خواريز غارسيا لبعض الوقت كخادمة وطباخة في منزل مازا بارادا من الطبقة العليا. تيتمت هي وإخوتها بعد وفاة والديهم وأجدادهم. بينيتو خواريز، أحد أشقائها الصغار، غادر مسقط رأسه سان بابلو غيلاتاو في عام 1818 وجاء إلى مدينة أواكساكا في سن الثانية عشرة للعمل والحصول على التعليم. ساعده جوزيفا في الحصول على منصب في عائلة مازا، وطور علاقة وثيقة معهم. يُعرف منزل عائلة مازا السابق اليوم باسم كاسا دي خواريز ويعمل كمتحف على شرفه.
بمساعدة من الفرنسيسكان العلماني الذي أدرك ذكائه ورغبته في التعلم ، دخل خواريز في مدرسة اللاهوت. بسبب عدم شعوره بالدعوة إلى الكهنوت قرر أن يدرس القانون في الكلية، حيث بدأ أيضًا في النشاط السياسي. انتخب عضوا في مجلس مدينة أواكساكا. حصل على شهادته في القانون، وعمل كمحام لعدة سنوات، وفي عام 1841 تم تعيينه قاضياً. لقد دخل الطبقة المهنية المثقفة في المدينة.

## الزواج والعائلة
خلال هذه السنوات، كانت مارجريتا مازا تتعلم وتقترب من الأنوثة. قبلت عرض خواريز وتزوجته في 31 أكتوبر 1843 في سان فيليبي نيري، أواكساكا، وهي قرية سميت على اسم القديس الراعي لروما، إيطاليا. كان خواريز يبلغ من العمر 37 عامًا ، وكانت مارغريتا 17 عامًا، وأنجبا معًا 12 طفلاً، سبعة منهم عاشوا حتى سن الرشد: صبي وست فتيات. (ملاحظة: يقول مصدر آخر إن لديهما أحد عشر طفلاً ، ثلاثة أولاد وثماني فتيات ، منهم مات ولدان وفتاة صغيرًا.) 
بالإضافة إلى ذلك، تبنوا سوزانا شاغويا، ابنة خواريز من علاقة قبل زواجه. ماتت والدتها عندما كانت الفتاة في الثالثة من عمرها. عرفت مارجريتا أن خواريز لديها أيضًا ابن أكبر منها، تيريسو، من تلك العلاقة، والذي تعرفت عليه لاحقًا. 
كان زواجهم المختلط عرقيًا غير معتاد في ذلك الوقت، لكن هذا لم يُلاحظ غالبًا في السير الذاتية القياسية. يلاحظ المؤرخ إنريكي كراوز: «في هذه الحالة النادرة، تعرضت امرأة بيضاء لغزو هندي، وليس امرأة أصلية من قبل إسباني». 

## الحياة الأسرية والسيدة الأولى
بنت مارجريتا مازا دي خواريز حياتها الأسرية مع تقدم زوجها في السياسة. أدارت أسرة كاملة، بما في ذلك الخدم لمساعدة أسرتها الكبيرة بشكل متزايد. بصفتها امرأة متعلمة، يُعتقد أنها دعمت زوجها في عمله ولعبت دورًا نشطًا في مناقشة السياسة. لم يتم التعرف على مثل هذه الأعمال بشكل جيد لعقود. 
تم تعيينه في منصب كبير القضاة في المحكمة العليا، مما وضعه في خط الرئاسة في عام 1858 بعد أن أجبر المحافظون الرئيس على الإطاحة به. تولى خواريز الرئاسة في عام 1858 من منصبه كرئيس قضاة في المحكمة العليا، وفقًا للدستور. كان المحافظون قد أقالوا الرئيس السابق، ولفترة من الوقت تنافست حكومتان. كان يمثل الحزب الليبرالي. تم انتخابه لاحقًا لهذا المنصب في حد ذاته.
خلال التدخل الفرنسي في المكسيك ، بداية من عام 1863، قاد خواريز المقاومة ضد الفرنسيين والإمبراطورية المكسيكية الثانية التي نصبوها تحت قيادة ماكسيميليان. في البداية كانت مارجريتا مازا دي خواريز معه في الشمال ، ثم اضطرت لمغادرة البلاد لحماية أطفالهم. عاشت مع عائلتها لفترة في مدينة نيويورك، ثم في واشنطن العاصمة، حيث عاشوا في المنفى لبضع سنوات. توفي اثنان من أبنائهم الصغار في عامي 1864 و 1865. 
تولى مازا دي خواريز دورًا دبلوماسيًا، حيث اجتمع مع كبار الأمريكيين، بما في ذلك الرئيس الأمريكي أبراهام لينكولن، الذي استقبلها بصفتها السيدة الأولى للمكسيك. اعترفت الولايات المتحدة ببينيتو خواريز على أنه يمثل الحكومة الشرعية الوحيدة في المكسيك.
بالإضافة إلى هذا الدور الدبلوماسي، عملت مازا دي خواريز وبناتها مع نساء مكسيكيات ليبراليات أخريات للتنظيم لدعم الحكومة في المنفى. لقد قاموا بجمع الأموال للقوات ولإمداد المستشفيات ورعاية ضحايا الحرب من المدنيين.
بعد خلع ماكسيميليان ، عادت مارجريتا مازا دي خواريز في عام 1867 إلى المكسيك مع عائلتها. استأنف زوجها الرئاسة ، وأعيد انتخابه في المنصب بصفته الشخصية، وظل في المنصب حتى وفاته عام 1872. ونجت زوجته من مرض السرطان لمدة عام. دفن الزوجان في ضريح خواريز في مكسيكو سيتي.
كان ابنهما الباقي على قيد الحياة بينيتو لويس نارسيسو خواريز مازا (مواليد 29 أكتوبر 1852) مخيبا للآمال. لم يكن جيدًا في العمل أو السياسة. على الرغم من أنه تم تعيينه حاكماً لأواكساكا ، إلا أن كتاب سيرته الذاتية يتفقون على أنه لم يكن إداريًا جيدًا. تزوج ماريا كليريان، وهي فرنسية، لكن لم ينجبا أي أطفال.
ولدت أحفاد خواريز مازا من خلال أسر البنات، وفقد لقب الأب.